# Podkanclerzy koronny
Podkanclerzy koronny (łac. subcancellarius, vicecancellarius regni Poloniae) – urzędnik centralny  w I Rzeczypospolitej, odpowiedzialny za  mniejszą kancelarię państwa. Wchodził w skład senatu jako jeden z ministrów.
Formalnie był zastępcą kanclerza wielkiego koronnego, ale nie jego podwładnym. Zakres jego kompetencji był taki sam jak kanclerza wielkiego. 

## Lista podkanclerzy koronnych
- Zbigniew ze Szczyrzyca (1315–1320)
- Piotr Szyrzyk z Fałkowa (1322–1333)
- Sięgniew z Grębowszowa (1333–1343)
- Piotr Szyrzyk z Fałkowa (1343–1345)
- Tomisław z Mokrska (1346–1359)
- Jan z Buska (1360–1366)
- Janko z Czarnkowa (1367–1370)
- Zawisza Kurozwęcki (1371–1373)
- Szymon z Ruszkowa (1377–1381)
- Klemens Moskarzewski (1387–1402)
- Mikołaj Trąba (1403–1412)
- Dunin ze Skrzyńska (1412–1418)
- Jan Szafraniec (1418–1423)
- Stanisław Ciołek (1423–1428)
- Władysław Oporowski (1428–1434)
- Wincenty Kot (1433–1436)
- Piotr Woda ze Szczekocin (1438–1454)
- Tomasz Strzępiński (1454–1455)
- Jan Lutkowic z Brzezia (1455–1464)
- Wojciech z Żychlina (1464–1471)
- Zbigniew Oleśnicki (1472–1476)
- Stanisław Kurozwęcki (1476–1479)
- Andrzej Oporowski (1479–1483)
- Grzegorz Lubrański (1484–1497)
- Wincenty Przerębski (1497–1499)
- Maciej Drzewicki (1501–1511)
- Krzysztof Szydłowiecki (1511–1515)
- Piotr Tomicki (1515–1535)
- Paweł Dunin Wolski (1537–1539)
- Samuel Maciejowski (1539–1547)
- Mikołaj Grabia (1547–1549)
- Jan Ocieski (1550–1552)
- Jan Przerębski (1552–1559)
- Filip Padniewski (1559–1562)
- Piotr Myszkowski (1562–1569)
- Franciszek Krasiński (1569–1574)
- Piotr Dunin Wolski (1574–1576)
- Jan Zamoyski (1576–1578)
- Jan Borukowski (1578–1584)
- Wojciech Baranowski (1585–1591)
- Jan Tarnowski (1591–1598)
- Piotr Tylicki (1598–1605)
- Maciej Pstrokoński (1605–1606)
- Stanisław Miński (1606–1607)
- Wawrzyniec Gembicki (1607–1609)
- Feliks Kryski (1609–1613)
- Henryk Firlej (1613–1618)
- Andrzej Lipski (1618–1620)
- Wacław Leszczyński (1620–1625)
- Stanisław Łubieński (1625–1627)
- Jakub Zadzik (1627–1628)
- Tomasz Zamoyski (1628–1635)
- Piotr Gembicki (1635–1638)
- Jerzy Ossoliński (1639–1643)
- Aleksander Trzebiński (1643–1644)
- Andrzej Leszczyński (1645–1650)
- Hieronim Radziejowski (1650–1652)
- Stefan Koryciński (1652–1653)
- Andrzej Trzebicki (1653–1658)
- Mikołaj Jan Prażmowski (1658)
- Bogusław Leszczyński (1658–1659)
- Jan Leszczyński (1661–1666)
- Andrzej Olszowski (1666–1676)
- Jan Stefan Wydżga (1676–1677)
- Jan Wielopolski (1677–1679)
- Jan Małachowski (1679–1681)
- Jan Krzysztof Gniński (1681–1685)
- Michał Stefan Radziejowski (1685–1689)
- Karol Tarło (1689–1702)
- Jan  Sebastian Szembek (1702–1712)
- Jan Kazimierz de Alten Bokum (1712–1721)
- Jan Aleksander Lipski (1724–1735)
- Jan Małachowski (1735–1746)
- Michał Wodzicki (1746-1764)
- Andrzej Stanisław Młodziejowski (1764–1767)
- Jan Andrzej Borch (1767–1780)
- Antoni Onufry Okęcki (1780)
- Jacek Małachowski (1780–1786)
- Maciej Grzegorz Garnysz (1786–1790)
- Hugo Kołłątaj (1791–1793)
- Wojciech Józef Skarszewski (1793–1794)[1]